# Морозов Андрій Костянтинович
Андрій Костянтинович Морозов (7 листопада 1917, село Богульчан Уфимської губернії, тепер Куюргазинського району, Башкортостан, Російська Федерація — 2 вересня 1985, місто Чимкент, тепер Шимкент, Казахстан) — радянський казахський діяч, голова Алма-Атинського облвиконкому, голова Південно-Казахстанського крайвиконкому. Депутат Верховної ради Казахської РСР 4—7-го скликань.

## Життєпис
У 1936 році закінчив Чимкентський сільськогосподарський технікум Казахської РСР, агротехнік.
У 1936—1941 роках — студент Казахського сільськогосподарського інституту, агроном.
У 1940 році працював завідувачем навчальної частини Макентської школи механізації Казахської РСР.
У 1940—1941 роках — головний агроном Ілійського районного земельного відділу Алма-Атинської області.
У 1941 році закінчив Алма-Атинське військове піхотне училище. З 1941 по 1942 рік служив у Червоній армії, учасник німецько-радянської війни. У 1942—1943 роках — інспектор Південно-Казахстанського обласного військового комісаріату. Член ВКП(б).
У 1943—1944 роках — начальник Чимкентського районного земельного відділу Південно-Казахстанської області.
У 1944—1946 роках — начальник плодоовочевого управління Південно-Казахстанського обласного земельного відділу.
У 1946—1954 роках — інструктор, заступник завідувача, завідувач сільськогосподарського відділу Південно-Казахстанського обласного комітету КП Казахстану.
У 1954 році — 2-й секретар Західно-Казахстанського обласного комітету КП Казахстану.
У 1954—1957 роках — заступник завідувача, завідувач сільськогосподарського відділу ЦК КП Казахстану.
У квітні 1957 — квітні 1959 року — 2-й секретар Південно-Казахстанського обласного комітету КП Казахстану.
У квітні 1959 — травні 1962 року — голова виконавчого комітету Алма-Атинської обласної ради депутатів трудящих.
У травні 1962 — 1963 року — голова виконавчого комітету Південно-Казахстанської крайової ради депутатів трудящих.
У 1963—1964 роках — міністр зрошувального землеробства та водного господарства Казахської РСР.
У 1964—1966 роках — директор Казахського науково-дослідного інституту економіки та організації сільського господарства.
У 1966—1981 роках — заступник начальника Головного управління з іригації та будівництва рисосіючих радгоспів («Головрисрадгоспбуду») Міністерства меліорації та водного господарства СРСР у місті Чимкенті.
З 1981 року — персональний пенсіонер. Помер 2 вересня 1985 року в місті Чимкенті (Шимкенті).

## Нагороди
- орден Вітчизняної війни І ст.
- орден Вітчизняної війни ІІ ст.
- два ордени Трудового Червоного Прапора
- орден Дружби народів
- медаль «За трудову доблесть»
- медалі
- Заслужений працівник сільського господарства Казахської РСР